# Belleville (Ontario)
Belleville – miasto w Kanadzie, w prowincji Ontario, w hrabstwie Hastings.
Powierzchnia Belleville to 241,79 km². Według danych spisu powszechnego z roku 2001 Belleville liczy 45 986 mieszkańców (190,19 os./km²).
Z miasta tego pochodzi kanadyjska piosenkarka i modelka Avril Lavigne.

## Gospodarka
W mieście rozwinął się przemysł maszynowy, elektrotechniczny, elektroniczny, metalowy, optyczny, spożywczy oraz skórzany.

## Sport
- Belleville Bulls – klub hokejowy

## Współpraca
- Lahr/Schwarzwald, Niemcy
- Gunpo, Korea Południowa
- Zhucheng, Chińska Republika Ludowa

## Linki zewnętrzne

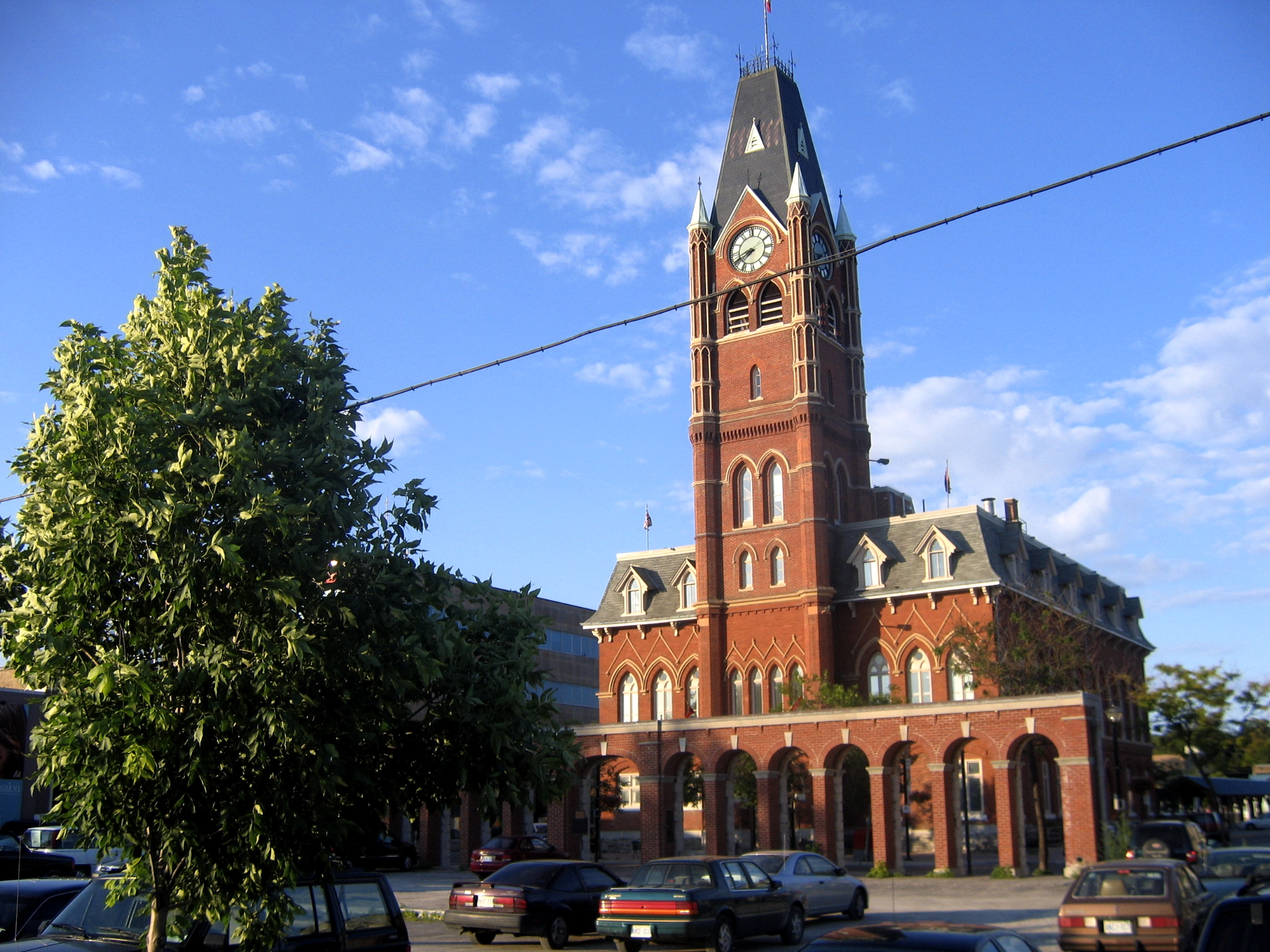
Belleville